# ハワード・リンカーン
ハワード・チャールズ・リンカーン（Howard Charles Lincoln, 1940年2月14日 - ）はアメリカの弁護士であり実業家。主にNintendo of America（NOA、任天堂のアメリカ現地法人）の元会長として知られており、また、シアトル・マリナーズの会長兼最高経営責任者を務めていたことでも知られている（2013年9月19日に任天堂社長の山内溥が亡くなるまでは、彼の代理人として参画）。

## 人物
カリフォルニア州オークランド出身で、少年時代はボーイスカウトに所属していた。1956年のカレンダーには、リンカーンが13歳の時にノーマン・ロックウェルの有名な絵「The Scoutmaster」のポーズをとった写真が掲載された。リンカーンは最終的にイーグル・スカウトのランクを取得し、Distinguished Eagle Scout Awardを受賞した。
1957年にカリフォルニア大学バークレー校に入学し、1962年に政治学の学士号を、1965年にバークレーのロースクールで法学士号を取得した。1966年から1970年までの4年間をアメリカ海軍にて法務官として勤務し、その後、シアトルの弁護士事務所に入社した。当時『ドンキーコング』の海賊版が広く出回っていた問題にNOAが手を焼いていた件で同事務所に相談が持ち込まれたのがきっかけで任天堂とのかかわりを持つようになる。当初は一クライアントとして対応していたというが、問題が大きくなるにつれ「これは単にクライアントとして対応するのではなく、経営に関わるようなポジションに就いて専門的に関わるべき」との判断から、当時NOA社長だった荒川實からの勧誘もあり、1982年にNOAに法務担当副社長として入社。以後海賊版に対して厳しい態度で臨み、多くの海賊版摘発に関わる。1984年のユニバーサル・シティ・スタジオ対任天堂裁判、通称ドンキーコング裁判では雇った弁護士ジョン・カービィと共にユニバーサルに勝訴した。
1994年にはNOAの会長に就任。2016年までシアトル・マリナーズの会長兼CEOを務めた。